# Stan (Tyrannosaurus rex)

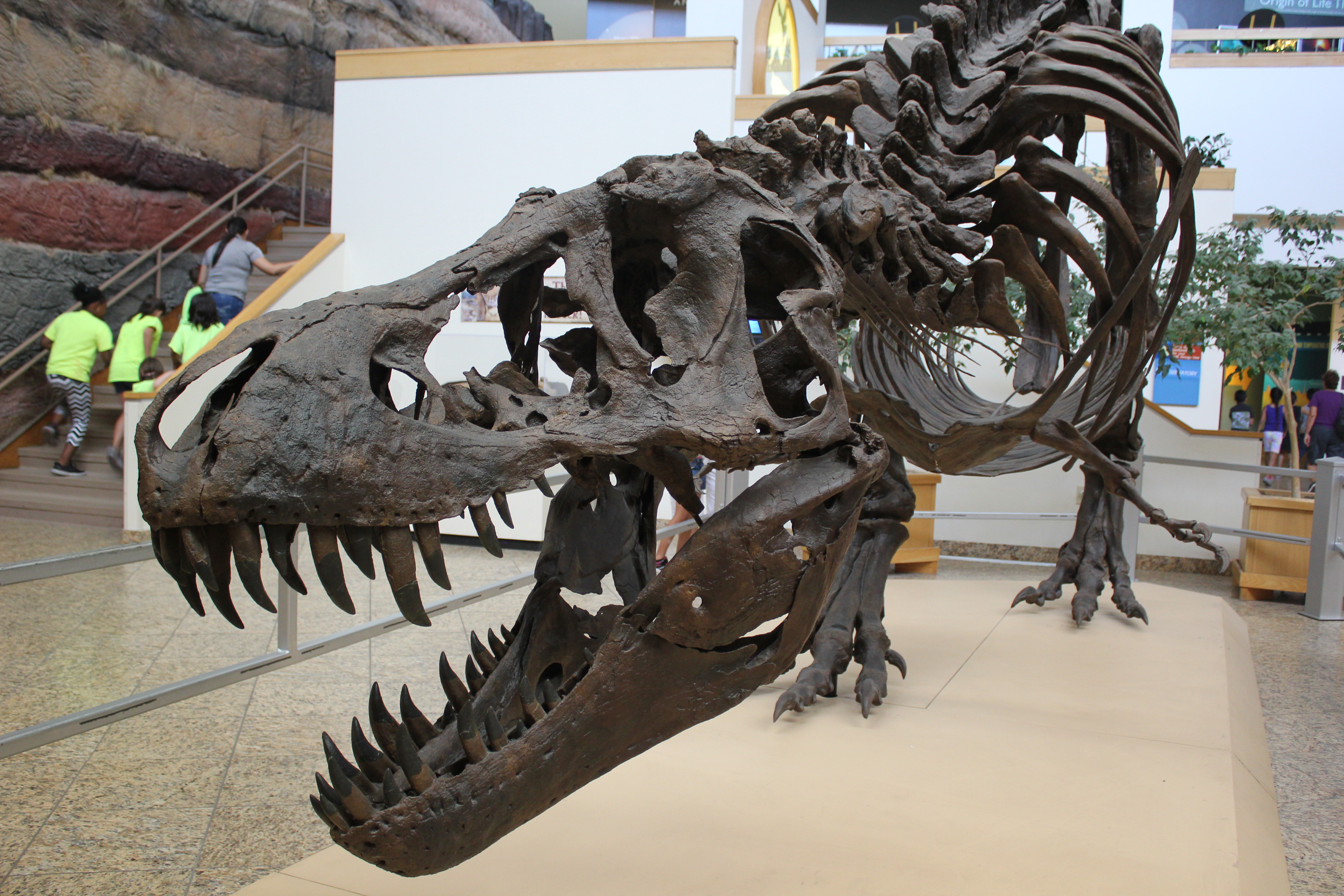
Um molde de Stan no Museu de História Natural do Novo México.

Stan, também conhecido por seu número de inventário BHI 3033, é um fóssil de Tyrannosaurus rex com 67 milhões de anos encontrado na Formação Hell Creek em Dakota do Sul, próximo a Buffalo em 1987, e escavado em 1992. É o quinto fóssil de T. rex mais completo descoberto até hoje, com mais de 70% de volume.
Stan foi vendido por $ 31,8 milhões de dólares em um leilão em 2020 e será exibido em Abu Dhabi, Emirados Árabes Unidos.